# Angelika Proksch-Ledig
Angelika Proksch-Ledig (geboren 3. August 1952) ist eine deutsche Chemikerin. Sie war von 2001 bis 2017 Richterin am Bundespatentgericht in München.

## Beruflicher Werdegang
Angelika Proksch-Ledig schloss das Chemiestudium mit den Examina zur Diplomchemikerin ab und promovierte.
Bis zu ihrem Wechsel an das Bundespatentgericht, zunächst als Richterin kraft Auftrags, war sie Regierungsdirektorin. An das Bundespatentgericht wurde sie am 2. August 2001 berufen.
Sie war dort technisches Mitglied in einem Technischen Beschwerdesenat. Am Bundespatentgericht sind mehrheitlich naturwissenschaftlich ausgebildete Richter tätig. Von 2004 bis 2012 saß Proksch-Ledig auch im Präsidium.
2009 wurde sie außerdem regelmäßige Vertreterin der Vorsitzenden des Technischen Beschwerdesenats. 2010 übernahm sie eine weitere Aufgabe als technisches Mitglied in einem Beschwerdesenat für Sortenschutzsachen.
2017 trat sie in den Ruhestand.